# فيفيك راماسوامي
فيفيك راماسوامي (من مواليد 9 أغسطس 1985) هو رجل أعمال أمريكي ومرشح رئاسي. أسس شركة علوم الرويفانت للأدوية في عام 2014. في فبراير 2023، أعلن راماسوامي ترشحه لترشيح الحزب الجمهوري في الإنتخابات الرئاسية سنة 2024.
ولد راماسوامي في سينسيناتي لأبوين مهاجرين هنديين . تخرج من كلية هارفارد بدرجة البكالوريوس في علم الأحياء وحصل لاحقًا على درجة الدكتورا في القانون من كلية الحقوق بجامعة ييل . عمل راماسوامي كشريك استثماري في أحد صناديق التحوط قبل تأسيس شركة علوم الرويفانت. كما شارك راماسوامي في تأسيس شركة استثمارية تدعى است مناجمنت.
يعتنق راميوامي الديانة الهندوسية، ولديه مواقف متشددة ضد القضايا الإسلامية في الشرق الأوسط.